# Sant’Agnello
Sant’Agnello – miejscowość i gmina we Włoszech, w regionie Kampania, w prowincji Neapol.
Według danych na rok 2004 gminę zamieszkiwało 8421 osób, 2105,2 os./km².